# The Kettering Incident
The Kettering Incident è una serie televisiva australiana, andata in onda per la prima volta su Showcase Channel di Foxtel il 4 luglio 2016. La serie è stata creata da Victoria Madden e Vincent Sheehan, prodotta dalla Porchlight Films e dalla Sweet Potato Films, e scritta da Victoria Madden, Louise Fox, Cate Shortland e Andrew Knight. Un'anteprima della serie è stata trasmessa al festival Dark MoFo del 2015, con la visione due episodi ad un pubblico selezionato in nove location in giro per la Tasmania.
La serie è stata girata in e intorno alle città di Kettering e Bruny Island in Tasmania, come annunciato nel febbraio 2014 dalla successiva Premier della Tasmania, Lara Giddings, durante una conferenza stampa a Kettering. La serie è stata finanziata da Screen Australia, Screen Tasmania, Foxtel e BBC Worldwide, e sviluppata con l'assistenza dell'emittente inglese Channel 4.
La serie ha avuto un budget di quindici milioni di dollari, ed è stata prodotta come il primo dramma per adulti filmato in Tasmania. La serie è stata girata da Rowan Woods e Tony Krawitz. Il produttore esecutivo è Penny Win. Una seconda stagione è al momento in preparazione.

## Trama
La dottoressa Anna Macy (Elizabeth Debicki) lasciò Kettering quando aveva solo quattordici anni, poco dopo che la sua migliore amica (e sorellastra da parte di padre), Gillian Baxter, scompare misteriosamente. Le due ragazze stavano andando in bicicletta nella foresta proibita fuori da Kettering quando videro strane luci nel cielo. Otto ore dopo, Anna fu trovata da sola, spaventata e coperta di sangue.
Quindici anni dopo, Anna ritorna e trova la città in lotta per sopravvivere. Le foreste sono state contrassegnate per il disboscamento e la città sta per crollare dopo scontri violenti tra gli ambientalisti ed i taglialegna locali.

## Personaggi

### Principali
- Dottoressa Anna Macy interpretata da Elizabeth Debicki
- Detective Brian Dutch interpretato da Matthew Le Nevez
- Agente Fergus McFadden interpretato da Henry Nixon
- Roy Macy interpretato da Anthony Phelan
- Jens Jorgenssen interpretato da Damon Gameau
- Max Holloway interpretato da Damien Garvey
- Barbara Holloway interpretata da Sacha Horler
- Adam Holloway interpretato da Brad Kannegiesser
- Chloe Holloway interpretata da Sianoa Smith-McPhee

### Secondari
- Renae Baxter interpretata da Suzi Dougherty
- Travis Kingston interpretato da Kevin MacIsaac
- Deb Russell interpretata da Alison Whyte
- Eliza Grayson interpretata da Tilda Cobham-Hervey
- Dane Sullivan interpretato da Dylan Young
- Dominic Harold interpretato da Neil Pigot
- Lewis Sullivan interpretato da Nathan Spencer
- Mick MacDonald interpretato da Marcus Hensley
- Singlet Russell interpretato da Matthew Burton
- Gillian Baxter interpretata da Miranda Bennett
- Craig Grayson interpretato da Ben Oxenbould
- Sandra Hull interpretata da Katie Robertson
- Anna Macy (giovane) interpretata da Maddison Brown
- Dottoressa Fiona McKenzie interpretata da Kris McQuade
- Kade Fisher interpretato da Thomas Readman
- Matilda Russell interpretata da Maya Jean

## Episodi
| Stagione       | Episodi | Prima TV originale | Prima TV Italia |
| -------------- | ------- | ------------------ | --------------- |
| Prima stagione | 8       | 4 luglio 2016      | inedita         |